# Pusat Tenaga Rakyat
El Centro del Poder Popular (en indonesio: Pusat Tenaga Rakyat, Putera) fue una organización de propaganda establecida por el Imperio del Japón durante su ocupación de las Indias Orientales Neerlandesas. Esta organización fue fundada en marzo de 1943, como reemplazo del Movimiento 3A que se consideró que no había cumplido con sus objetivos. El Putera unió a todas las organizaciones nacionales, tanto políticas como no políticas, para trabajar juntas y formar un gobierno autónomo. Aunque en manos de nacionalistas laicos. Putera no representaba a ningún grupo en particular y se componía únicamente de individuos. Además, Putera no era un movimiento de masas, sino solo un grupo de comités ubicados en el centro de la ciudad. Esto estuvo bajo un estricto control por parte de Japón, pero nombró a cuatro importantes figuras indonesias como líderes, a saber, Sukarno, Hatta, Ki Hajar Dewantara y Kyai Hajji Mas Mansoer. Estas cuatro figuras se conocen como Empat Serangkai (Trébol de cuatro hojas). Putera también contaba con varios asesores del lado japonés. Estos eran S Miyoshi, G Taniguci, Iciro Yamasaki y Akiyama. Este movimiento no estaba financiado por el gobierno japonés. Sin embargo, a los líderes de la nación se les permitió usar instalaciones japonesas como periódicos y radios. El establecimiento de Putera tenía como objetivo atraer la simpatía del pueblo indonesio para ayudar a Japón a ganar la guerra contra los Aliados. Instaba al pueblo indonesio a apoyar la ocupación japonesa porque había ayudado a liberar a Indonesia del colonialismo prolongado.

## Desmantelamiento
Pero esta organización también recibió poco apoyo, al igual que el Movimiento 3A, en parte porque Japón no apoyó al movimiento juvenil. Al Putera no se le permitía trabajar en pueblos pequeños o en el campo. Mientras tanto, la situación en el campo empeoró, en parte debido a que los agentes del ejército japonés trabajaron a través de los funcionarios indonesios para solicitar arroz a los agricultores para controlar los precios bajos y, peor aún, para reclutar a los llamados romusha (literalmente, "activistas laborales"). Miles de estos trabajadores forzados fueron enviados desde Java a las áreas más remotas de la ocupación japonesa, y un gran número murió en la guerra. También estaba prohibida la exportación de productos alimenticios de una residencia a otra. Japón se dio cuenta de que Putera era más favorable para el movimiento nacional de Indonesia que los propios intereses de Japón. En 1944, Japón disolvió Putera.